# Дюрестам, Микаэль
Микаэль Бертил Дюрестам (англ. Mikael Bertil Dyrestam; род. 10 декабря 1991, Гётеборг) — гвинейский футболист, защитник клуба «Наджран». Выступал за сборные Швеции и Гвинеи.

## Клубная карьера
Дюрестам — воспитанник шведского клуба «Гётеборг». 13 июля 2009 года в матче против АИКа он дебютировал в Аллсвенскан лиге. 2 июля 2011 года в поединке против «Сюрианска» Микаэль забил свой первый гол за «Гётеборг». В 2013 году он помог клубу выиграть Кубок Швеции. Летом 2014 года Дюрестам перешёл в норвежский «Олесунн». 12 июня в матче против «Саннес Ульф» он дебютировал в Типпелиге.
В начале 2016 года Дюрестам подписал контракт с нидерландским клубом НЕК. 3 апреля в матче против «Витесса» он дебютировал в Эредивизи.
Летом 2017 года Дюрестам вернулся на родину, подписав соглашение с командой «Кальмар». 21 августа в матче против «Сундсвалля» он дебютировал за новый клуб. 2 сентября 2018 года в поединке против «Эльфсборга» Микаэль забил свой первый гол за «Кальмар». В начале 2019 года Дюрестам перешёл в греческий «Ксанти». 26 января в матче против «Панетоликоса» он дебютировал в греческой Суперлиге.
Летом 2020 года Дюрестам подписал контракт с клубом «Сарпсборг 08». 15 августа в матче против «Мольде» он дебютировал за новую команду. 3 октября в поединке против «Стабек» Микаэль забил свой первый гол за «Сарпсборг 08». В начале 2022 года Дюрестам перешёл в бельгийский «Серен». 27 февраля в матче против «Зюлте-Варегем» он дебютировал в Жюпиле лиге.
20 июня 2022 года Дюрестам перешёл в клуб из Саудовской Аравии «Аль-Адала».

## Международная карьера
18 января 2012 года в товарищеском матче против сборной Бахрейна Дюрестам дебютировал за сборную Швеции.
В 2019 году Микаэль принял решение выступать за Гвинею. 7 июня 2019 года в товарищеском матче против сборной Гамбии он дебютировал за сборную Гвинеи. В том же году Дюрестам принял участие в Кубке Африки в Египте. На турнире он сыграл в матче против сборной Мадагаскара, Нигерии, Бурунди и Алжира.
В 2022 году Дюрестам во второй раз принял участие в Кубке Африки 2021 в Камеруне. На турнире он был запасным и на поле не вышел.

## Достижения
«Гётеборг»
- Обладатель Кубка Швеции: 2012/13